# Ulisse Tanganelli
Ulisse Tanganelli (Arezzo, 1853 – Firenze, 1931) è stato un poeta, magistrato e avvocato italiano.

## Biografia
Nato ad Arezzo, fu per molti anni presidente della Banca Popolare d'Arezzo, ma coltivò da sempre l'amore per le lettere che lo portò a comporre diverse opere poetiche.
Nel 1878 scrive Autumnalia con cui prende le difese del verismo alla Lorenzo Stecchetti e in cui polemizza astiosamente contro la Chiesa. A livello tematico le poesie sono un'esagerazione - condita d'ironia - di motivi già presenti in Postuma dello Stecchetti: in tal senso, ad esempio, deve essere letto il sonetto No: tu non sei la vergine ideata che amplifica certe pose del Guerrini poeta.
Nel 1889 assieme a Vittorio Luraghi pubblica Boìs. Pranzetto lirico di Eguardo Parolette in cui si ironizza su poeti del tempo. L'allusione al mangiare, nel titolo (boìs significa in milanese "taverna") e nel sottotitolo, deriva dal fatto che Tanganelli e Luraghi immaginano di servire le poesie del libro come fossero altrettante portate (il richiamo è, ovviamente, al Convivio di Dante). Fra i molti parodiati vi sono, oltre a Guerrini, Enrico Panzacchi e Carducci.

## Opere
- Autumnalia, Milano, Brigola, 1878.
- Aestiva, Firenze, Arte della Stampa, 1886
- (con V. Luraghi) Boìs. Pranzetto lirico di Eguardo Parolette, con prefazione di L. Sconforto, Milano, Casa ed. della Cronaca rossa e presso G. Galli, 1889

## Studi critici
- Claudio Mariotti, Plausi e vituperi di un falso morto. I "Postuma" di Olindo Guerrini tra imitazioni, contestazioni e parodie, in I Quaderni del Cardello, n. 16, 2007.